# パラバサリア
パラバサリア（Parabasalia）は鞭毛虫型の原生動物の一群で、大部分が寄生性の生活を営む。特にシロアリやゴキブリの消化管内に棲むものは多彩な外見をしており、さらに自分自身の細胞内にも共生バクテリアを保持して宿主の食物消化を補助している。
パラバサリア類、パラベイサル、副基体類（ふくきたいるい）とも呼ぶ。
かつては、昆虫の寄生虫として知られる超鞭毛虫類と、哺乳類を主な宿主とするトリコモナス類とに大別されていた。後者にはヒトの病原体として知られている種も含まれた。

## 細胞構造

### 鞭毛・繊維系
パラバサリアの鞭毛は複数本が束となり、この束が細胞に一〜数箇所存在する。鞭毛束は細胞の前端部に位置する場合が多いが、細胞全体にわたって帯状に分布する種もあるなど、その配置は様々である。鞭毛の基底小体は副基体繊維 (parabasal fibers) を介してゴルジ体と連結しており、この基底小体からゴルジ体にかかる一連の構造が副基体 (parabasal body) である。副基体はパラバサリアに特有の構造であり、名前の由来にもなっている。
また、パラバサリアの細胞内には軸桿 (axostyle) と呼ばれるシート状もしくは管状の微小管束が縦走している。軸桿は時に細胞の後端部分から突出するほどに発達している。軸桿と呼ばれる構造はパラバサリアの他にオキシモナス類にも見られるが、両者の構造は共有派生形質ではなく、独立に獲得されて類似した。

### ハイドロジェノソーム
パラバサリアは全て嫌気性で、従って好気呼吸に必要なミトコンドリアを欠いている。しかしミトコンドリアは完全に失われたわけではなく、ハイドロジェノソーム（あるいはヒドロゲノソーム）という名の細胞小器官として残っている。これは嫌気条件下においてリンゴ酸やピルビン酸を基質としてATPを産生するもので、ミトコンドリアに代わるエネルギー産生器官として機能している。同様の小器官はミトコンドリアを欠く他の鞭毛虫にも見られ、これらの鞭毛虫はメタモナス類としてまとめられている。メタモナス類は、その多くが他のエクスカバータに見られる腹側の捕食溝を欠くという点でも共通性のあるグループである。
かつて、パラバサリアはミトコンドリアを持たないことを理由に、アーケゾアと呼ばれる原始的な真核生物の一群として位置付けられた事があった。この仮説はその後瓦解しているが、アーケゾア仮説が支持を失った最大の理由は、ミトコンドリアを持たない嫌気性生物からミトコンドリア由来の遺伝子が相次いで発見された事による。つまりこれらの嫌気性生物は、真核生物がミトコンドリアを獲得する以前に分岐したのではなく、二次的に失った（そして一部の遺伝子が残った）生物群なのである。パラバサリアでは病原虫として重要な Trichomonas vaginalis のゲノムプロジェクトが進められており、ゲノム情報の解読が進むにつれて数多くのミトコンドリア関連遺伝子が発見されている。

## 分類

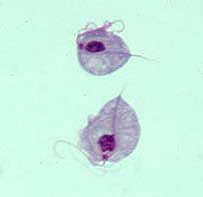
ギムザ染色した 。

### 現在の分類
パラバサリアは6綱に分かれる。そのうちトリコモナス綱 Trichomonadea とトリコニンファ綱 Trichonymphea は2目に分かれ、残りの綱は単型で1目からなる、すなわち、パラバサリアは全部で8目に分かれる。下一覧の目以下は NCBI taxonomy browser による。
- メタモナス類 Metamonada
  - フォルニカータ Fornicata
  - パラバサリア Parabasalia
    - トリコモナス綱 Trichomonadea
      - トリコモナス目 Trichomonadida
        - トリコモナス科 Trichomonadidae - Cochlosoma、Lacusteria、Pentatrichomonas、Pentatrichomonoides、Pseudotrypanosoma、Tetratrichomonas、Trichomitopsis、トリコモナス Trichomonas。
        - 科未定 incertae sedis - Pseudotrichomonas

      - Honigbergiellida
        - Hexamastigidae - Hexamastix。
        - Honigbergiellidae - Ditrichomonas、Honigbergiella、Monotrichomonas。

    - ヒポトリコモナス綱 Hypotrichomonadea
      - ヒポトリコモナス目 Hypotrichomonadida
        - ヒポトリコモナス科 Hypotrichomonadidae - Hypotrichomonas、Trichomitus。

    - トリトリコモナス綱 Tritrichomonadea
      - トリトリコモナス目 Tritrichomonadida
        - Dientamoebidae - ニ核アメーバ Dientamoeba、ヒストモナス Histomonas、Parahistomonas。
        - Monocercomonadidae - Monocercomonas。
        - Simplicimonadidae - Simplicimonas。
        - Tritrichomonadidae - Tritrichomonas。

    - クリスタモナス綱 Cristamonadea
      - クリスタモナス目 Cristamonadida
        - Caduceia、Calonympha、Coronympha、Deltotrichonympha、Devescovina、Foaina、Gigantomonas、Joenia、Joenina、Joenoides、Koruga、Macrotrichomonas、Metacoronympha、Metadevescovina、Mixotricha、Snyderella、Stephanonympha。

    - トリコニンファ綱 Trichonymphea
      - トリコニンファ目 Trichonymphida。
        - Hoplonymphidae - Barbulanympha、Hoplonympha、Urinympha
        - Spirotrichosomidae - Leptospironympha。
        - Staurojoeninidae - Staurojoenina。
        - ナガケカムリ科 Teranymphidae - Eucomonympha、Pseudotrichonympha、ナガケカムリ Teranympha。
        - ケカムリ科 Trichonymphidae - Spirotrichonympha、ケカムリ Trichonympha。

      - ロフォモナス目 Lophomonadida。
        - ロフォモナス科 Lophomonadidae - ロフォモナス Lophomonas。

    - スピロトリコニンファ綱 Spirotrichonymphea
      - スピロトリコニンファ目 Spirotrichonymphida
        - Holomastigotoididae - Holomastigotoides、Spirotrichonymphella。

    - 綱未定 incertae sedis - Cthulhu、Cthylla

  - プレアクソスティラ Preaxostyla

分岐順序は、トリコニンファ綱 Trichonymphea が最初に分岐した可能性が高いが不確実で、残りの分岐はさらに不確実である。

### トリコモナス類と超鞭毛虫
かつては、パラバサリアをトリコモナス類 Trichomonadida と超鞭毛虫 Hypermastigida の2綱または2目に分けていた。ただし、このトリコモナス類は、現在のトリコモナス綱よりも（したがってトリコモナス目よりも）広い。
トリコモナス類
現在のトリコモナス綱、ヒポトリコモナス綱、トリトリコモナス綱、クリスタモナス綱の一部。
4〜6本の鞭毛を持ち、種によってはそのうちの1本が細胞側部に付着して波動膜 (undulating membrane) を形成する。トリコモナス類の多くは脊椎動物を宿主とし、特にヒトに感染する Trichomonas vaginalis は性感染症を引き起こす原虫として、疫学的観点からも重要な生物である。ほとんどは寄生性の生活を営むが、自由生活性のトリコモナス類も少数いる。
超鞭毛虫
現在のクリスタモナス綱の一部、トリコニンファ綱、スピロトリコニンファ綱。
細胞表面に多数の鞭毛を持ち、専ら昆虫に寄生する。